# Mecynorhina polyphemus
Mecynorrhina polyphemus là một loài bọ cánh cứng lớn trong phân họ cetoniinae được tìm thấy ở các khu rừng mưa rập rạp ở châu Phi. Chúng thường ăn trta1i cây và nhựa cây. Có nhiều chủng khác nhau bao gồm  M. polyphemus polyphemus, M. polyphemus confluens, và M. polyphemus rufuino.

## Hình ảnh

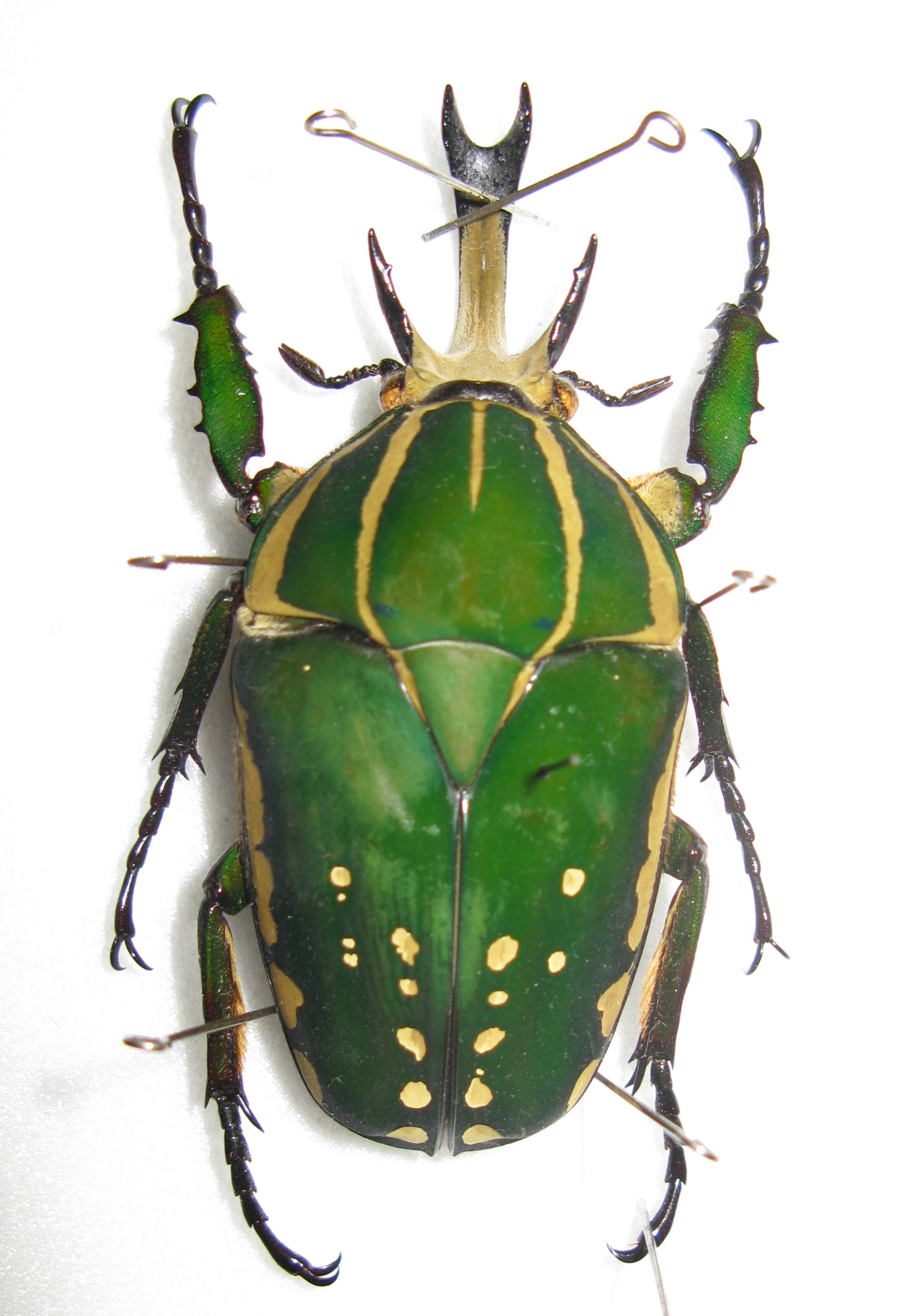